# William Pember Reeves
Pour les articles homonymes, voir Reeves.
William Pember Reeves, né le 10 février 1857 à Lyttelton et mort le 15 mai 1932 à Londres, est un homme politique, diplomate, poète et historien néo-zélandais. Ministre du Travail de 1892 à 1896, et s'inspirant du socialisme fabien, il est la figure de proue intellectuelle du Parti libéral à la fin du XIXe siècle. Il est l'auteur de réformes sociales sans précédent en faveur de la classe ouvrière, et notamment d'une politique d'arbitrage obligatoire des conflits sociaux. Il est ainsi l'auteur du « code du travail le plus progressiste au monde » pour l'époque. Historien, il publie en 1898 une synthèse de l'histoire néo-zélandaise, qui en demeure la principale référence pendant un demi-siècle, et contribue à forger la vision qu'ont les Néo-Zélandais de leur pays,.

## Jeunesse
Il naît trois semaines après l'arrivée de ses parents, britanniques et issus d'une classe moyenne aisée, en Nouvelle-Zélande. Il est éduqué dans des écoles presbytériennes privées, où il obtient d'excellents résultats. En 1874, il part en Angleterre pour étudier le droit à l'Université d'Oxford, mais souffre de graves problèmes de santé avant même d'y commencer ses études, et doit, à grand regret, y renoncer. Il revient en Nouvelle-Zélande, et travaille un temps dans un élevage de moutons. Il reprend des études de droit, et devient barrister (avocat plaidant) en 1880. Cette profession l'intéresse finalement très peu, et il ne plaide qu'à une seule reprise (avec succès) avant de se consacrer à la rédaction des volumes officiels de la jurisprudence de la cour suprême de Christchurch de 1883 à 1885. Dans le même temps, il joue beaucoup au cricket, devenant l'un des meilleurs joueurs de la région du Canterbury, intégrant l'équipe régionale et affrontant des équipes anglaises et australiennes de passage.
En février 1885, il épouse Maud Pember Reeves, fille d'un banquier, intellectuelle socialiste et féministe. Il publie en 1913 une étude influente sur la pauvreté et la mortalité infantile à Londres.

## Carrière politique

### Débuts
Son père, William Reeves, propriétaire de plusieurs titres de presse, est élu député à la Chambre des représentants en 1867 - sans étiquette, puisqu'il n'existe pas encore de partis politiques en Nouvelle-Zélande. Il est membre du Conseil exécutif sous le premier ministre William Fox au début des années 1870, mais ne laisse aucune marque durable sur la politique du pays. 
En 1882, William Pember Reeves devient commentateur politique pour l'un des journaux de son père, le Lyttleton Times. Il en devient le correspondant parlementaire en 1883, puis exerce cette fonction pour l'hebdomadaire Canterbury Times (appartenant également à son père) à partir de 1885. 
Il se présente aux élections législatives de septembre 1887, dans le camp informel des libéraux. Il se présente avec succès comme un défenseur des classes ouvrières, et critique les grands propriétaires fonciers monopolisant les terres, ainsi que les pouvoirs financiers. Le suffrage universal masculin ayant été instauré en Nouvelle-Zélande en 1879, les ouvriers ont le droit de vote. Reeves est élu député de la circonscription de St Albans, à Christchurch. Il n'y a pas encore formellement de partis politiques, et il siège donc sans étiquette, sur les bancs de l'opposition libérale au gouvernement du premier ministre conservateur Harry Atkinson. 
En amont des élections de 1890, les libéraux fondent le premier parti politique du pays, avec John Ballance à sa tête. Reeves, dès lors, influe fortement sur les idéaux et le positionnement du parti. Il en devient « le principal intellectuel et idéologue ». Le pays a subi une récession durant les années 1880, ce qui stimule la pensée radicale et la recherche de nouvelles politiques. Reeves s'inspire du socialisme fabien en Angleterre, qui prône des réformes sociales progressistes et progressives en vue de l'instauration, à terme, d'un État socialiste par le biais démocratique. Il s'inspire également du théoricien socialiste allemand Ferdinand Lassalle. Les Libéraux, soutenus par les syndicats, promettent d'améliorer les conditions de travail dans les usines, et de faciliter l'accès à la terre pour les petits fermiers. Ils remportent les élections de novembre / décembre 1890, et John Ballance devient premier ministre en janvier 1891. Il nomme William Pember Reeves ministre de l'Éducation et de la Justice, puis également ministre du Travail en 1892. L'idée d'un ministère du Travail (ministry of Labour en anglais) est sans précédent dans l'Empire britannique (dont la Nouvelle-Zélande est alors un membre autonome). 

### Ministre
En tant que ministre de l'Éducation, Reeves « se concentre sur des réformes de structure de l'éducation primaire », et « s'intéresse tout particulièrement aux écoles maori », encourageant la scolarisation des enfants autochtones. Il prépare un projet de loi pour ouvrir des places gratuites dans l'enseignement secondaire, mais le contexte économique, ainsi que la ligne de rigueur budgétaire du gouvernement Ballance, ne s'y prêtent pas. 
Ministre du Travail, il se heurte comme ses collègues au conservatisme du Conseil législatif, la chambre haute dont les membres ont été nommés principalement par des gouvernements conservateurs antérieurs. Sa principale réforme, introduite avec succès, est la loi Industrial Conciliation and Arbitration Act en 1894. Cette loi, première dans son genre mais adoptée par la suite dans d'autres pays, vise à apporter une solution paisible à ce que Reeves appelle « la guerre naturelle entre les classes sociales ». Les conflits entre employeurs et syndicats sont désormais portés devant un tribunal d'arbitrage, généralement favorable aux employés. Ceux-ci doivent se syndiquer pour en bénéficier, ce qui provoque un essor dans la création de syndicats. Si les employeurs n'y sont souvent pas très favorables, l'arbitrage permet notamment d'éviter le recours aux grèves. La loi demeure un élément clef des politiques sociales néo-zélandaises jusqu'à son abrogation en 1973. Elle est d'abord remplacée par une loi similaire, avant que les politiques de dérèglementation économique n'y mettent un terme en 1991. 
Par ailleurs, Reeves confère à son pays un ensemble de politiques de règlementation du travail sans précédent dans le monde, dont la plupart après la mort de John Ballance et l'accès au pouvoir de son successeur Richard Seddon en 1893. La loi Factories Act de 1894 restreint le nombre d'heures de travail pouvant être imposées aux femmes et aux enfants, et interdit le travail des enfants de moins de 14 ans. Reeves crée un Département du Travail qui envoie des inspecteurs dans les usines, s'assurant du respect de la loi. La même année, avec la loi Shops and Shop-assistants Act, il règlemente les heures et les conditions de travail des employés de magasin, amenant « l'une des caractéristiques prééminentes de la Nouvelle-Zélande pendant de nombreuses années : le "long week-end" », les magasins étant fermés à partir du samedi midi. « Sans doute le meilleur orateur du gouvernement », il appuie et facilite les réformes introduites par son collègue John McKenzie (en), ministre des Terres et de l'Agriculture. Les grandes propriétés foncières sont en partie rachetées par l'État et divisées en parcelles vendues aux petits fermiers.

### Diplomate, et fin de carrière
En janvier 1896, Reeves part à Londres, Seddon l'ayant nommé au poste convoité de représentant de la Nouvelle-Zélande auprès de la métropole impériale. (Il porte le titre d'« Agent général » jusqu'en 1905, puis est le premier Haut-commissaire de Nouvelle-Zélande au Royaume-Uni.) Dans ces fonctions, il rencontre un franc succès. Très bon orateur, il est invité à de multiples reprises à s'exprimer en public, et contribue ainsi à faire connaître la Nouvelle-Zélande aux Britanniques. Il parvient également à obtenir des prêts pour son pays.
Dans le même temps, il fréquente le milieu des intellectuels socialistes londoniens. Il devient un ami proche de l'écrivain fabien George Bernard Shaw, ainsi que Beatrice et Sidney Webb, membres éminents de la Société fabienne, cofondateurs de la London School of Economics et têtes pensantes du tout jeune Parti travailliste britannique. William Pember Reeves décrit aux socialistes britanniques le rôle social de l'État en Nouvelle-Zélande, tandis que son épouse Magdalene (Maud) s'engage activement auprès de la Société fabienne, défendant la cause des pauvres et le droit de vote pour les femmes.
Ses relations avec les Fabiens se détériorent quelque peu lorsque sa fille Amber (en) (écrivain féministe) s'enfuit à Paris en 1908 avec l'écrivain fabien H. G. Wells (pourtant marié) et tombe enceinte de lui. Wells fait de leur relation le sujet de son roman Ann Veronica en 1909. Reeves, qui adhère à une moralité conservatrice, est « profondément blessé ». Il n'a de cesse de dénoncer Wells auprès de ses amis, qui pour certains s'éloignent alors de Reeves.
En 1908, le nouveau premier ministre néo-zélandais Joseph Ward souhaite nommer son allié William Hall-Jones au poste prestigieux de Haut-commissaire au Royaume-Uni, et Reeves est contraint d'en démissionner, de mauvais gré. Ses amis Beatrice et Sidney Webb garantissent alors sa nomination au poste de directeur de la London School of Economics, malgré son absence d'expérience universitaire. Colérique, il se brouille avec le personnel enseignant, mais parvient à équilibrer et assainir le budget de la LSE. Dans l'ensemble, sa direction de l'université n'est pas un succès, et il en démissionne à la demande de Sidney Webb en 1919. Depuis 1917, il est président de la Banque nationale de Nouvelle-Zélande, y ayant été nommé par Joseph Ward, bien qu'il réside à Londres. Lorsque débute la Grande Dépression des années 1930, fidèle à ses principes, il protège les salaires et pensions de retraite des employés de la banque, face aux actionnaires qui souhaitent y appliquer des coupes budgétaires.
En 1917 il est profondément affecté par le décès à la guerre de son fils Fabian, lieutenant dans la Royal Naval Air Service. Il ne s'en remettra jamais pleinement.

## Écrivain
En 1889, il commence à publier des poèmes et des histoires courtes dans le magazine littéraire Zealandia. La même année, il publie Colonial couplets, un recueil de poèmes avec G. P. Williams, poète et ingénieur des chemins de fer. Leurs poèmes sont principalement comiques et satiriques, et rencontrent un certain succès. Les deux hommes publient un second recueil, In double harness, en 1891.
En 1889, il devient l'éditeur du journal Lyttelton Times, qui appartient à son père et dont il fait un journal partisan des Libéraux. Il y publie, sous un pseudonyme, des articles sur le socialisme et le communisme. (Il se définit lui-même comme socialiste, mais pas marxiste.) Il démissionne de son poste d'éditeur lorsqu'il devient ministre en 1891.
Il continue à écrire de la poésie après s'être installé à Londres. En 1898, il publie ainsi le recueil New Zealand and other poems, suivi en 1925 par The passing of the forest and other verse. Ce dernier contient son plus célèbre poème : "A Colonist in his garden", sur l'adaptation des colons à leur environnement. Le poète et historien Keith Sinclair (en) dira plus tard de lui que, sans être une figure littéraire majeur, il est l'un des meilleurs poètes néo-zélandais de son époque.
En 1898, il publie The long white cloud – Ao Tea Roa, qui retrace l'histoire de la Nouvelle-Zélande jusque lors. Ce livre demeure l'ouvrage d'histoire du pays le plus important pendant le semi-siècle qui suit, et constitue durant cette période l'« interprétation standard » de l'histoire néo-zélandaise. À ce titre, il s'agit de l'une des contributions majeures de Reeves à son pays, avec les politiques qu'il a menées comme ministre du Travail. Le livre est partisan, présentant les Libéraux comme les agents moteurs du développement du pays. Il offre par ailleurs un regard bienveillant sur les Maori. En 1902, Reeves publie State experiments in Australia & New Zealand, en deux volumes, retraçant les politiques progressistes majeures instaurées dans les deux pays à la fin du siècle : réformes du droit du travail, pensions de retraite, réformes foncières, droit de vote des femmes...
Dans les années 1920, il se passionne pour la cause du nationalisme grec face aux Turcs, et rédige des pamphlet à ce sujet. Il se lie d'amitié avec le premier ministre grec Elefthérios Venizélos.
À la suite de son décès, l'écrivain néo-zélandais James Cowan qualifie Reeves de « premier natif néo-zélandais à être devenu une personnalité littéraire et un homme d'État éminents », le décrivant comme le « principal écrivain que ce pays ait produit ».

## Décès
William Pember Reeves décède à son domicile à Londres le 15 mai 1932, à l'âge de 75 ans. Depuis son départ de Nouvelle-Zélande en 1896, il n'y est revenu qu'une seule fois, pour quelques mois, en 1925. Outre un certain regard sur l'histoire nationale, il lègue à son pays des politiques sociales en avance sur leur temps, qui ont contribué à faire de la Nouvelle-Zélande, aux yeux de certains, un « paradis des travailleurs ».